# Гордон, Александр, 3-й граф Хантли
Александр Гордон (англ. Alexander Gordon; ум. 1524), 3-й граф Хантли (с 1501 года) — шотландский барон, один из лидеров борьбы за подчинение горной части страны королевской власти.

## Биография
Александр Гордон был старшим сыном Джорджа Гордона, 2-го графа Хантли, и Аннабеллы Стюарт, дочери короля Шотландии Якова I.
В 1488 году, в период восстания шотландских баронов против короля Якова III, Александр Гордон участвовал в переговорах с королём с целью достижения компромисса, которые однако закончились провалом. После вступления на престол Якова IV вместе со своим отцом, графом Хантли, Александр в 1489 году поднял восстание против олигархического правления родов Хепбернов и Хьюмов, но вскоре примирился с королём.
В 1501 году Александр Гордон был назначен королевским комиссаром в Северной Шотландии с практически неограниченными полномочиями. Его задачей было устранение беспорядков горцев и их подчинение центральной администрации. Именно решительные действия графа Хантли спровоцировали мощное гэльское восстание в северной и западной Шотландии в 1501—1506 годах. Александр возглавил королевские войска, направленные на подавление этого восстания. Он укрепил замок Инверлохи, сделав его центром королевского влияния в гэльских регионах севера. Осенью 1506 года, собрав сильный флот, на котором была установлена самая современная артиллерия, Хантли удалось взять штурмом и разрушить главный центр сопротивления — замок Торквиля Мак-Леода Сторновей на острове Льюис. Подавление гэльского восстания не обеспечило королю полное подчинение горной части страны. Однако оно способствовало резкому усилению влияния графов Хантли, которые стали незаменимыми агентами центральной власти в северной Шотландии.
В 1513 году граф Хантли участвовал в шотландском вторжении в Англию и командовал одним из батальонов в битве при Флоддене. Несмотря на локальные успехи отряда Хантли, это сражения завершилось катастрофой: шотландцы были полностью разбиты, король Яков IV погиб. В период несовершеннолетия его преемника, короля Якова V, Александр Гордон входил в состав регентского совета Шотландии, возглавляемого герцогом Олбани. Не участвуя активно в политической борьбе за власть и влияние в регентском совете, Хантли продолжал выполнять функции королевского лейтенанта в северной Шотландии, удерживая от беспорядков горские кланы.
Сестра графа Хантли Кэтрин Гордон была замужем за Перкином Уорбеком, претендентом на английский королевский престол.

## Семья
20 октября 1474 года Александр Гордон первым браком женился на леди Джин (Джанет) Стюарт, дочери Джона Стюарта, 1-го графа Атолла, и леди Маргарет Дуглас, дочери Арчибальда Дугласа, 5-го графа Дугласа. У Александра и Джин были следующие дети:
- Достопочтенный Джон Гордон, лорд Гордон (ум. 1517), отец Джорджа Гордона, 4-го графа Хантли.
- Достопочтенный Александр Гордон из Стратавона, женился на Джанет Грант
- Достопочтенный Уильям Гордон, епископ Абердина
- Леди Джин (Джанет) Гордон, муж — Колин Кэмпбелл, 3-й граф Аргайл
- Леди Кристиан Гордон, муж — сэр Роберт де Мензис
- Леди Марджори Гордон, муж — Томас Ламсден.

После смерти его первой жены, Александр Гордон во второй раз после 27 июля 1511 года женился на Элизабет Грей, дочери Эндрю Грея, 2-го лорда Грея (ум. 1504) и Дженет Кейт. Второй брак был бездетным.